# دالغالی (خاچماز)
دالغالی (به لاتین: Dalğalı) یک منطقه مسکونی در جمهوری آذربایجان است که در شهرستان خاچماز واقع شده است.